# Culex apicalis
Culex apicalis är en tvåvingeart som beskrevs av Adams 1903. Culex apicalis ingår i släktet Culex och familjen stickmyggor. Inga underarter finns listade i Catalogue of Life.